# 湾岸午夜俱乐部：洛杉矶
《湾岸午夜俱乐部：洛杉矶》是一款於2008年10月發行的竞速游戏，該遊戲由Rockstar San Diego开发并由Rockstar Games发行。这是灣岸系列的第四部也是最后一部遊戲。該游戏共有43辆（含DLC为58 辆）可選汽车和3辆（含DLC為4辆）可選摩托车。該遊戲的開放世界地图以洛杉矶為原型。 